# Die Zärtlichkeit der Wölfe
Die Zärtlichkeit der Wölfe (en alemany La tendresa del llop) és una pel·lícula dramàtica de l'Alemanya Occidental del 1973 dirigida per Ulli Lommel. La història es basa en els crims de l'assassí en sèrie i caníbal alemany Fritz Haarmann. Va ser escrita per Kurt Raab, que també protagonitza la pel·lícula, i produïda per Rainer Werner Fassbinder. Va ser inscrita al 23è Festival Internacional de Cinema de Berlín.

## Trama
A l'Alemanya devastada per la guerra, una sèrie d'assassinats violents d'homes i nois assoleix una petita ciutat. El culpable és Fritz Haarman, un home homosexual amb antecedents de delictes menors que treballa a la comunitat com a inspector del govern. Després de dur a terme els assassinats, Fritz esquartera els cossos de les seves víctimes i ven la carn a restaurants locals i la consumeix amb el seu cercle d'amics desconeguts, entre ells Luise, una envellida propietària d'un restaurant local. Entre els habitants, Fritz té fama d'intercanviar diners per sexe amb nois adolescents.
Una nit, mentre revisa les targetes d'identificació a una estació de tren, en Fritz es troba allà sol i sense identificació amb un adolescent. En comptes de portar-lo a la policia, Fritz el porta a casa seva i el sedueix. Posteriorment el mata i l'esbudella, i després sopa la carn amb els seus companys caníbals. Mentrestant, Fritz manté una relació tempestuosa amb el seu amant masculí adult, Hans, participant en petits plans per guanyar diners. La veïna de Fritz, Frau Linder, que viu a l'apartament de sota seu, sospita de Fritz i pren nota dels estranys sorolls que sent procedents del seu apartament enmig de la nit.
En una ocasió, Fritz segresta i mata un nen. Frau Linder el veu com surt de l'apartament enmig de la nit amb diversos paquets de matèria embolicats en paper pergamí. Ella el segueix mentre llença els farcells al riu Ruhr. L'endemà, en Fritz socialitza amb la Dora, la seva amiga, i s'acosta a un pianista adolescent en un restaurant. Demana al nen que el visiti a casa seva més tard, cosa que ell obliga. Allà, Fritz l'escanya fins a la mort abans de mossegar-li el coll i participar en la necrofília amb el cos.
En Hans i la Dora arriben posteriorment a l'apartament d'en Fritz i es sorprenen de veure el cos del nen estirat al llit d'en Fritz. Fritz assegura a la Dora que només està dormint i li demana que se'n vagi. Quan ella torna, el cos ha desaparegut, Hans ha ajudat a ocultar el crim. Mentrestant, Frau Linder continua espiant en secret en Fritz i intenta que la policia investigui. Posteriorment, Hans acaba la seva relació amb Fritz, deixant-lo desconsolat. Mentrestant, Fritz continua segrestant i assassinant nois i homes joves. Sense que ell ho sàpiga, Hans va a la policia amb el seu coneixement dels crims de Fritz. La policia fa una batuda a l'apartament de Fritz mentre porta un altre adolescent al seu apartament. Just quan mossega la gola a l'adolescent, la policia irromp a l'apartament, alarmada pels crits del jove. Fritz és tret de l'apartament furiós.
Els intertítols revelen que Fritz va ser executat pels seus crims.

## Repartiment
- Kurt Raab com a inspector Fritz Haarmann
- Jeff Roden com a Hans Grans
- Margit Carstensen com a Sra Lindner
- Ingrid Caven com a Dora
- Wolfgang Schenck com el comissari Braun
- Brigitte Mira com a Luise Engel
- Rainer Hauer com a comissari Müller
- Barbara Bertram com Elli
- Rainer Werner Fassbinder com a Wittowski
- Heinrich Giskes com a Lungis
- Friedrich Karl Praetorius com a Kurt Fromm
- Karl von Liebezeit com Herr Engel
- Walter Kaltheuner com a sabater
- El Hedi ben Salem – soldat francès
- Rainer Will com a víctima (com Reiner Will)

## Estrena
Die Zärtlichkeit der Wölfe es va estrenar el 29 de juny de 1973. La pel·lícula es va estrenar al Regne Unit el maig de 1976 El llançament de Blu-ray de 2015 als EUA i al Regne Unit per Arrow Video va oferir una nova transferència digital d'alta definició de la pel·lícula, així com una introducció i un comentari d'àudio d'Ulli Lommel.

## Recepció
Roger Ebert va puntuar la pel·lícula amb 2,5 sobre 4 estrelles, anomenant-la "un petit melodrama desagradable, esgarrifós i, de vegades, frega l'humor dement. És el tipus de pel·lícula que potser no ens agrada exactament, però no la rebutgen."
Vincent Canby de The New York Times va donar a la pel·lícula una crítica positiva, elogiant les actuacions, la fotografia i la direcció de la pel·lícula. Dennis Schwartz d' Ozus' World Movie Reviews va atorgar a la pel·lícula una nota A, anomenant-la "Una història perversament entretinguda però esguerradora"; lloant l'estil expressionista, la direcció i l'actuació de Raab de la pel·lícula. Chris Coffel de Bloody Disgusting va elogiar la pel·lícula per la seva precisió històrica i la seva narrativa poc convencional, afirmant que era possiblement la millor pel·lícula de Lommel. Clayton Dillard de Slant Magazine va atorgar a la pel·lícula 4,5 sobre 5 estrelles, escrivint "Si Tenderness of the Wolves treballa en un registre reflexiu, es deu a l'actuació de Raab, que mostra constantment la seva pròpia homosexualitat d'una manera que difumina les línies entre la ficció i el documental, encara que una mica tosca, ja que Lommel sovint entrena la seva càmera sobre les trobades sexuals de Haarmann per treure'n el potencial d'explotació."